# Joytime
Joytime là album phòng thu đầu tay của nhà sản xuất nhạc trap và future bass Marshmello, phát hành ngày 8 tháng 1 năm 2016. Album giới thiệu một đĩa đơn ("Keep It Mello" hợp tác với Omar LinX).

## Các đĩa đơn
Đĩa đơn đầu tiên "Keep It Mello" có sự hợp tác từ rapper Omar LinX được phát hành ngày 24 tháng 10 năm 2015.
Một bản remix của Marshmello và Slushii của "Want U 2", một bài hát trong album này được phát hành dưới dạng một đĩa đơn, nhưng không được đi kèm trong album.

## Danh sách bài hát
| STT              | Nhan đề                                 | Thời lượng |
| ---------------- | --------------------------------------- | ---------- |
| 1.               | "Know Me"                               | 3:26       |
| 2.               | "Summer"                                | 3:53       |
| 3.               | "Find Me"                               | 3:00       |
| 4.               | "Take It Back"                          | 3:53       |
| 5.               | "Bounce"                                | 3:32       |
| 6.               | "Blocks"                                | 3:29       |
| 7.               | "Show You"                              | 2:57       |
| 8.               | "Want U 2"                              | 3:02       |
| 9.               | "Home"                                  | 3:48       |
| 10.              | "Keep It Mello" (hợp tác với Omar Linx) | 4:03       |
| Tổng thời lượng: | Tổng thời lượng:                        | 35:05      |

## Xếp hạng
| Bảng xếp hạng (2016)                          | Vị trí xếp hạng cao nhất |
| --------------------------------------------- | ------------------------ |
| Album Hoa Kỳ Top Dance/Electronic (Billboard) | 5                        |
| Album Hoa Kỳ Independent (Billboard)          | 41                       |
| Album Hoa Kỳ Heatseekers (Billboard)          | 14                       |